# Купуасу
Купуасу́, или Теобро́ма крупноцветко́вая (лат. Theobroma grandiflorum) — плодовое дерево из рода Теоброма (Theobroma) подсемейства Byttnerioideae семейства Мальвовые (Malvaceae) (ранее род относили к стеркулиевым). Близкий родственник (и отчасти аналог) какао.

## Распространение
Родина растения — леса Амазонии. Купуасу культивировалось в Южной Америке ещё в доколумбовскую эпоху; в настоящее время оно культивируется в основном в Северной Бразилии (штаты Пара, Амазонас, Рондония, Акри и Мараньян), а также интродуцирована во влажные тропики Венесуэлы, Колумбии, Эквадора, Перу, Коста-Рики и Мексики.

## Описание
Купуасу — дерево высотой 5-15 м (дикорастущие растения могут достигать высоты до 20 м) с коричневой корой.

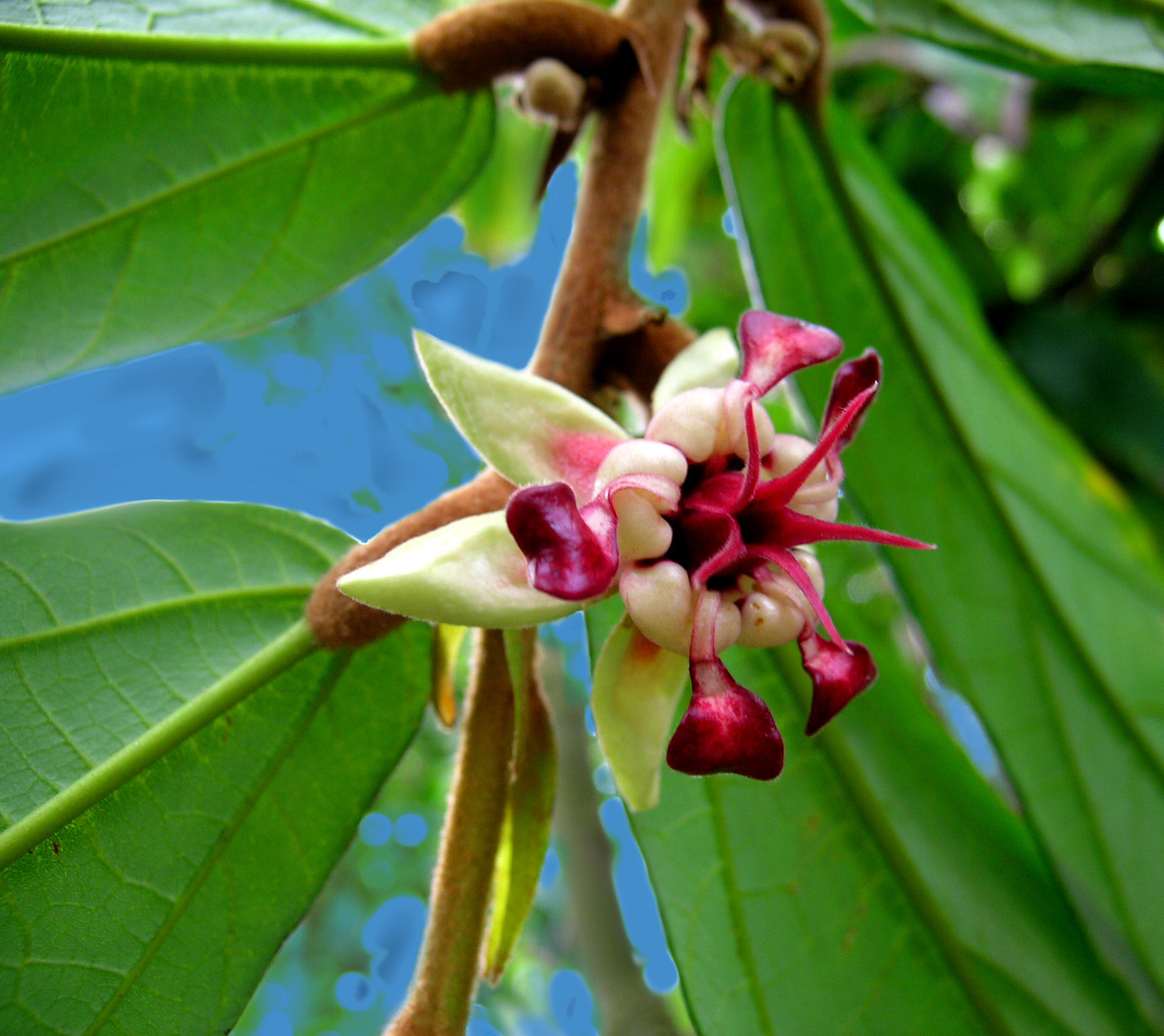
Дерево в цвету

Листья — крупные и кожистые, ярко-зелёные бархатистые сверху и серые снизу, 25-35 см длиной и 6-10 см шириной. Цветки растут пучками на стволе и толстых ветвях (каулифлория), они опыляются насекомыми — в основном, тлями и муравьями. Плоды — продолговатые, сочные и ароматные, до 25 см длиной и до 12 см шириной, с плотной красно-коричневой кожурой 4-7 мм толщиной.
Внутри плода содержится белая мягкая кисловато-сладкая мякоть с 25-50 семенами, расположенными в пяти гнёздах. Мякоть издаёт запах, который невозможно ни с чем спутать, и содержит пуриновый алкалоид теакрин (в отличие от какао, содержащий кофеин, теобромин и теофиллин). Она употребляется в свежем виде и используется для изготовления соков, конфет, джемов, ликёров, йогуртов, добавляется в мороженое и в различные напитки.

Семена, занимающие пятую часть от объёма плода, содержат до 50 % белого масла, по своим свойствам близкого к маслу какао.